# Râul Olănești
Râul Olănești este un curs de apă, afluent al râului Olt. 